# Nu2 Canis Majoris
Nu2 Canis Majoris è una stella della costellazione del Cane Maggiore.
Dista 64 anni luce ed è una stella gigante arancione di quarta magnitudine. Nel 2011 è stata annunciata la scoperta di un pianeta extrasolare orbitante attorno alla stella e nel 2019 di un secondo pianeta.

## Osservazione
Si tratta di una stella situata nell'emisfero celeste australe; grazie alla sua posizione non fortemente australe, può essere osservata dalla gran parte delle regioni della Terra, sebbene gli osservatori dell'emisfero sud siano più avvantaggiati. Nei pressi dell'Antartide appare circumpolare, mentre resta sempre invisibile solo in prossimità del circolo polare artico. Essendo di magnitudine 3,95, la si può osservare anche dai piccoli centri urbani senza difficoltà, sebbene un cielo non eccessivamente inquinato sia maggiormente indicato per la sua individuazione.
Il periodo migliore per la sua osservazione nel cielo serale ricade nei mesi compresi fra dicembre e maggio; da entrambi gli emisferi il periodo di visibilità rimane indicativamente lo stesso, grazie alla posizione della stella non lontana dall'equatore celeste.

## Caratteristiche fisiche
Nu2 Canis Majoris è una gigante arancione di classe spettrale K1III. Ha una massa del 50% maggiore di quella del Sole mentre il raggio è 2,3 volte tanto ed una luminosità 11 volte superiore a quella della nostra stella.

## Sistema planetario
Nel 2011 è stato scoperto un pianeta, 7 Canis Majoris b, che orbita attorno alla stella ad una distanza media di 1,9 UA, con un periodo orbitale di 763 giorni. La massa del pianeta è stata stimata in 2,6 masse gioviane.
Ulteriori osservazioni nel corso del 2019 hanno rilevato, oltre al pianeta b, un secondo pianeta c in risonanza orbitale 4:3 con b.
| Pianeta | Tipo            | Massa     | Periodo orb. | Sem. maggiore | Eccentricità | Scoperta |
| ------- | --------------- | --------- | ------------ | ------------- | ------------ | -------- |
| b       | Gigante gassoso | ≥1,895 MJ | 737 giorni   | 1,9 UA        | 0,055        | 2011     |
| c       | Gigante gassoso | ≥0,609 MJ | 989 giorni   | 2,1 UA        | 0,046        | 2019     |